# Second Life (Paola & Chiara)
Second Life è un singolo del duo musicale italiano Paola & Chiara, pubblicato il 22 giugno 2007 come primo estratto dal sesto album in studio Win the Game.

## Descrizione
Il brano è stato inizialmente pensato come un omaggio del celebre brano Sweet Harmony (un passato successo dei The Beloved). Probabilmente per allontanare le accuse di plagio, per la promozione nelle radio italiane il duo ha optato per una diversa versione (edita dal Dj Davide Fusco), che risulta molto più moderna e velocizzata e che è stata poi utilizzata come versione ufficiale. Allo stesso modo, la versione precedente è stata successivamente aggiunta al maxi singolo come remix, più lento e sentimentale, chiamato appunto Sweet Harmony Mix.
Second Life è stato pubblicato anche come EP sia digitalmente (su iTunes) sia su disco il 22 giugno 2007, e contiene 9 remix di DJ italiani e Seconde Chance, l'adattamento del brano in francese scritto da Nicolas Di Rito, e da 2 versioni radio.
L'intero EP è nato in collaborazione con l'associazione di volontariato "Raising Malawi", un progetto per sostenere le popolazioni africane in condizioni precarie: una parte dei guadagni infatti sarà devoluta in beneficenza.

## Video musicale
Il videoclip della canzone è realizzato sulla falsariga del mondo virtuale di Second Life, che vede le due cantanti nelle vesti di supereroine alle prese col male del mondo.

## Tracce
EP digitale / formato fisico
1. Second Life (Radio Edit) – 3:30
2. Second Life (Ricky Montanari & DjAndreino Dumbdaddys Mix Edit) – 3:46
3. Second Life (Tommy Vee Vs Roy Malone Mix) – 3:22
4. Second Life (Tommy Vee Klub Mix) – 6:22
5. Second Life (Dj Simi&Masterkeys) – 8:44
6. Second Life (Rog&Clast's Noise Mix) – 4:30
7. Second Life (Bochum Welt Rmx) – 4:48
8. Second Life (Sweet Harmony Mix) – 3:43
9. Second Life (Radio Extended) – 7:20
10. Seconde Chance (French Vrs) – 3:43
11. Second Life (Ricky Montanari & DjAndreino Dumbdaddys Mix Extended) – 10:11

Durata totale: 57:59
12"
1. Second Life (Ricky Montanari & DJ Andreino Dumbdaddys Mix Extended) – 10:11
2. Second Life (Tommy Vee vs. Roy Malone Mix) – 3:22
3. Second Life (DJ Simi & Master Keys - Edit) – 8:32

## Classifiche
| Classifica (2007) | Posizione massima |
| ----------------- | ----------------- |
| Italia            | 4                 |